# Aqesri
Aqesri (àrab: اقصري, Aqṣrī; amazic estàndard marroquí: ⴰⵇⵚⵔⵉ, Aqṣri) és una comuna rural de la prefectura d'Agadir Ida-Outanane, a la regió de Souss-Massa, al Marroc. Segons el cens de 2014 tenia una població total de 4.128 persones.